# 天主教圖斯特拉古鐵雷斯總教區
天主教圖斯特拉古鐵雷斯總教區（拉丁語：Archidioecesis Tuxtlensis）是羅馬天主教一個總教區，位於墨西哥恰帕斯州西北部，教座位於首府圖斯特拉-古鐵雷斯。下轄兩個教區。

## 歷史
1964年1月20日升為教區。2006年11月25日升為總教區。

## 現況
2010年有教友989,000人，佔轄區總人口77.9%。教區下轄六十五個堂區，有148名司鐸。現任教區總主教為法比奧·馬丁內斯·卡斯提亞。